# فرائضیه
فرائضیه، نام فرقه‌ای است منشعب شده از اهل سنت و جماعت که دیدگاهی وهابی گونه دارد. این فرقه به رهبری حاجی شریعت الله در سال ۱۲۳۳ ه‍.ق تشکیل شد. این فرقه را از مهم‌ترین جنبش‌های اصلاح طلبانه در هند می‌دانند که توانست در طی ۹ دهه سراسر بنگال شرقی را درنوردد. این جنبش توانست در استقلال پاکستان نقش بسزایی داشته باشد. این فرقه به جهت اعتقاداتی شبیه به وهابیت، در هند به سلفیه نیز خوانده شده‌اند.
این جنبش با شعارهای اصلاح طلبی و استقلال طلبی و بنیادگرایی تأسیس و رشد نمود، بعدها توسط فرزند حاجی شریعت الله معروف به ذوذومیان ابعادی روشنتر گرفت. با وجود آنکه اعتقادات این فرقه بسیار شبیه به سلفیان وهابی است اما تأسیس آن بدون تأثیر از وهابیت شکل گرفته‌است. این جنبش از لحاظ فقهی به حنفی‌ها گرایش دارند و پیروانشان بیشتر از میان گروه‌های روستایی بود. آموزه‌های فرقه به آنان می‌آموخت که از پرداخت مالیات به دولت ممانعت کنند و حتی دعوت و تشویق به تملک اموال و املاک دولت را در دستور کار خود قرار داده بود.